# Sid Meier’s Starships
Sid Meier’s Starships (с англ. — «Звездолёты Сида Мейера») — компьютерная игра в жанре глобальная пошаговая стратегия, разработанная американской компанией Firaxis Games. Игра формально не состоит в серии Civilization, действие разворачивается в той же вымышленной Вселенной, что и Sid Meier’s Civilization: Beyond Earth. Игрок, управляя флотом космических кораблей, исследует галактику, встречает другие силы людей и инопланетян, решает проблемы с помощью военных, дипломатических и других стратегических методов. Игрок может модифицировать корабли флота на своё усмотрение, чтобы достичь той или иной цели. Игра взаимосвязана с Beyond Earth для тех, у кого есть обе игры.

## Игровой процесс
Starships была основана на идее Сида Мейера расширить мир Beyond Earth, в котором игрок направляет путь одной из нескольких человеческих колоний на другой планете, и он считает новую игру продолжением истории предыдущей, исследуя Вселенную и встречая другие колонии людей и угрозы. В этой концепции, Мейер хотел сосредоточиться на создании звездолётов, включая подробную модификацию кораблей, и космических схватках, при этом предоставляя игрокам «вселенную, полную межзвёздными приключениями, дипломатией и открытиями». Игра разрабатывается Мейером и небольшой командой в Firaxis..
«Совершенства» играют значительную роль и здесь, хотя игрок выбирает Гармонию, Превосходство или Праведность с самого начала, что влияет на некоторые факторы игры. Например, флот Праведной планеты получает удвоенные награды за завершение заданий; игрок фракции Превосходства начинает с уже существующим чудом, которое предоставляет определённые тактические бонусы благодаря более продвинутым технологиям; Гармоничная фракция может ремонтировать корабли флота за полцены.
В игре есть два пошаговых режима: стратегический и тактический. В стратегическом режиме, игрок управляет своим флотом и планетами входящими в его Федерацию. Каждая планета потребует от игрока завершения какого-нибудь задания, зачастую вступая в бой с врагом. Завершив задание, половина населения планеты становится сторонниками игрока. Если завоевать доверие всех жителей планеты, то она вступает в Федерацию. Чтобы победить, игроку необходимо убедить 51 % планет галактики вступить в Федерацию, не забывая о существовании конкурирующих межзвёздных империй. В тактическом режиме, игрок управляет своими боевыми кораблями в схватке с врагом.

## Приём
| Сводный рейтинг       | Сводный рейтинг         |
| Агрегатор             | Оценка                  |
| --------------------- | ----------------------- |
| GameRankings          | 62,34 %                 |
| Metacritic            | 64/100 (PC) 75/100(iOS) |
| Русскоязычные издания |                         |
| Издание               | Оценка                  |
| PlayGround.ru         | 7,2/10                  |
| Riot Pixels           | 25 %                    |

Летом 2018 года, благодаря уязвимости в защите Steam Web API, стало известно, что точное количество пользователей сервиса Steam, которые играли в игру хотя бы один раз, составляет 195 389 человек.